# Madukkarai
Madukkarai é uma panchayat (vila) no distrito de Coimbatore, no estado indiano de Tamil Nadu.

## Geografia
Madukkarai está localizada a 10° 54′ N, 76° 58′ L. Tem uma altitude média de 311 metros (1020 pés).

## Demografia
Segundo o censo de 2001,  Madukkarai  tinha uma população de 25,733 habitantes. Os indivíduos do sexo masculino constituem 51% da população e os do sexo feminino 49%. Madukkarai tem uma taxa de literacia de 72%, superior à média nacional de 59.5%: a literacia no sexo masculino é de 79% e no sexo feminino é de 64%. Em Madukkarai, 10% da população está abaixo dos 6 anos de idade.